# 建比良鳥命

アマテラスとスサノヲの誓約（古事記に基づく） SVGで表示（対応ブラウザのみ）

建比良鳥命（タケヒラトリ）は、日本神話に登場する神。

## 概要
『古事記』では建比良鳥命、『日本書紀』では大背飯三熊之大人（オオソビノミクマノウシ）・武三熊之大人（タケミクマノウシ）・武日照命（タケヒナテル）・武夷鳥（タケヒナトリ） ・天夷鳥（アマノヒナトリ）、『新撰姓氏録』では天夷鳥命、天日名鳥命と表記される。これらの異名・異称の同定は出雲国造家として出雲大社の祭祀を受け継いだ千家家が伝える系譜書『出雲國造傳統略』に拠っている。
建比良鳥命の「建」は「勇猛な」、「比良」は、「縁（へり）」と同源であり、物の端・隣との境界の意と解し、名義は「勇猛な、異郷への境界を飛ぶ鳥」と考えられる。「黄泉比良坂」の「比良」も、黄泉国と現し国との境界を指し、「山城の幣羅坂」の「幣羅」も村の境界、奥津甲斐弁羅神の「弁羅」も海と陸地の境界である。また鳥取神や鳥鳴海神、布忍富鳥鳴海神同様、鳥が人間の霊魂を異郷に運ぶという信仰に基づき、名義の「異郷への境界」は出雲国との境界と考えられる。
また別名の天夷鳥命の名義は「高天原から 夷（鄙・ひな=出雲国）へ飛び下った鳥」の意であるから、建比良鳥命と同一の神格と考えられる。

## 記述
『古事記』では天照大御神と須佐之男命の誓約の段で、天之菩卑能命の子が建比良鳥命であり、出雲国造・无邪志国造・上菟上国造・下菟上国造・伊自牟国造・津島県直・遠江国造等の祖神であると記されている。
『日本書紀』では、葦原中国の平定の段で大背飯三熊之大人（武三熊之大人ともいう）が父の天穂日命に次いで葦原中国に派遣されたが、父と同様に何も報告して来なかったと記されている。また、崇神天皇60年7月、天皇が「武日照命（武夷鳥とも天夷鳥ともいう）が天から持って来た神宝が出雲大社に納められているから、それを見たい」と言って献上させ、その結果出雲氏に内紛が起き、当時の当主の出雲振根が誅殺されたとも記されている。
『日本文徳天皇実録』に天安二年三月二十二日条に「在河内國天夷鳥命神授従五位下」とあり、現在の道明寺天満宮に祭られる天夷鳥命に従五位下が授けられたと考えられる。
『延喜式』巻八の「出雲国造神賀詞」には、「天夷鳥命に布都怒志命を副へて天降し」という一節がある。

## 系譜
『古事記』『日本書紀』等によれば、天照大御神の五男子の一柱である天之菩卑能命の子とされる。出雲国造系図では次代を伊佐我命（櫛瓊命）とする。

## 祀る神社
- 鷲宮神社（埼玉県久喜市）
- 比奈多乃神社（静岡県掛川市）
- 元宮土師社（大阪府藤井寺市・道明寺天満宮境内）